# Partido Empresarial
El Partido Empresarial (feroés: Vinnuflokkurin) fue un partido político en las Islas Feroe en la década de 1930. 

## Historia
El partido fue fundado por el director de banco Thorstein Petersen en 1935. En las elecciones de 1936 para el Løgting feroés, el partido recibió 8% del voto, obteniendo dos asientos, ninguno de los cuales fue ocupado por Petersen. En las elecciones parlamentarias de Dinaramarca de 1939, el partido recibió 9% del voto feroés, pero no obtuvo ningún escaño en el Folketing.
El partido se fusionó con disidentes del Partido del Autogobierno para conformar el Partido Popular en 1939.